# Ilsa Wübbenhorst
Ilsa Wübbenhorst (* 15. Februar 1885 in Vorbruch-Osterholz als Margareta Ilsa Wenke; † 17. März 1966 in Aurich) war eine deutsche Politikerin (SPD). Sie war von März bis April 1932 Abgeordnete des Oldenburgischen Landtages.

## Leben
Wübbenhorst wurde als Tochter eines Schiffszimmerers geboren. Sie trat 1908 in SPD ein und zog 1910 nach Nordenham, wo sie von 1921 bis 1933 dem Stadtrat angehörte. Sie gehörte zu den ersten Frauen, die in der Zeit der Weimarer Republik als Abgeordnete in den Oldenburgischen Landtag gewählt wurden. Am 30. März 1932 war sie für den Politiker Julius Meyer nachgerückt.
Nach 1945 war Wübbenhorst erneut Mitglied des Nordenhamer Stadtrates.